# Stefani Bismpikou
Stefani Bismpikou (Atenas, 27 de junho de 1988) é uma ginasta grega que compete em provas de ginástica artística. 
Stefani foi a primeira ginasta grega a conquistar uma medalha em uma disputa do Campeonato Europeu. A ginasta ainda possui inúmeras medalhas em etapas de Copa do Mundo, sendo suas maiores conquistas na trave.

## Carreira
Stefafi nasceu em Atenas, Grécia. Tem uma irmã mergulhadora profissional, além de dois irmãos mais novos que jogam tênis. Iniciou no desporto aos quatro anos de idade. Sua inspiração era a ginasta russa Elena Zamolodchikova. Em 2002, aos quatorze anos, entrou para a equipe nacional, disputando seu primeiro evento internacional.
Em 2003, disputou o Mundial de Anaheim,- que serviria de classificação para as Olimpíadas de 2004. Nele, foi 57ª ginasta ranqueada no concurso geral e 15ª na disputa coletiva. No  ano posterior, competiu no Europeu de Amsterdã, sendo décima por equipes, e oitava no geral. Em agosto, nos Jogos Olímpicos de Atenas, terminou na 15ª colocação na disputa do individual geral, somando 36,499 pontos.
Em 2005, na disputa da etapa de Paris da Copa do Mundo, foi medalhista de prata na trave. No Campeonato Europeu de Debrecen, foi 14ª no geral, em prova vencida pela francesa Marine Debauve. No ano posterior, no Europeu de Vólos, classificou-se para a final da trave, encerrando na oitava colocação; a romena Catalina Ponor, conquistou a medalha de ouro. Em 2007, tornou-se a primeira ginasta grega a conquistar uma medalha em Campeonatos Europeus, sendo um bronze na trave. Ainda em 2007, fora eleita como a Melhor Atleta Grega de 2007. Em sua segunda aparição olímpica, nos Jogos Olímpicos de Pequim, em 2008, não passou da fase de classificação, sendo 39ª ranqueada no concurso geral.

## Principais resultados
| Ano  | Evento                                    | AA  | Equipe            | Salto sobre o cavalo | Trave             | Barras assimétricas | Solo              |
| ---- | ----------------------------------------- | --- | ----------------- | -------------------- | ----------------- | ------------------- | ----------------- |
| 2002 | Campeonato Europeu (júnior)               | 6º  | 7º                |                      |                   | 4º                  |                   |
| 2003 | Campeonato Mundial de Ginástica Artística | 57º | 17º               |                      |                   |                     |                   |
| 2004 | Campeonato Europeu                        | 8º  | 10º               |                      |                   |                     |                   |
| 2004 | Jogos Olímpicos                           | 15º |                   |                      |                   |                     |                   |
| 2005 | Campeonato Europeu                        | 14º |                   |                      |                   |                     |                   |
| 2005 | Copa do Mundo – Paris                     |     |                   |                      | Medalha de prata  |                     |                   |
| 2005 | Jogos do Mediterrâneo                     |     | Medalha de bronze |                      | Medalha de ouro   | Medalha de bronze   | Medalha de bronze |
| 2005 | Campeonato Mundial de Ginástica Artística | 15º |                   |                      |                   |                     |                   |
| 2006 | Campeonato Europeu                        |     |                   |                      | 8º                |                     |                   |
| 2006 | Copa do Mundo – Maribor                   |     |                   |                      | Medalha de ouro   | Medalha de bronze   |                   |
| 2006 | Campeonato Mundial de Ginástica Artística | 41º |                   |                      |                   |                     |                   |
| 2007 | Campeonato Europeu                        |     |                   |                      | Medalha de bronze |                     |                   |
| 2007 | Copa do Mundo – Cottbus                   |     |                   |                      | Medalha de bronze |                     |                   |
| 2007 | Campeonato Mundial de Ginástica Artística | 42º | 19º               |                      |                   |                     |                   |
| 2008 | Jogos Olímpicos                           | 39º |                   |                      |                   |                     |                   |
| 2011 | Campeonato Europeu                        | 18º |                   |                      |                   |                     |                   |